# Pithecopus nordestinus
Pithecopus nordestinus es una especie de anfibios de la familia Phyllomedusidae.
Es endémica de Brasil.
Sus hábitats naturales son las zonas húmedas de arbustos.